# Космос-208
Космос-208 — спутник оптической разведки типа «Зенит-2М» с дополнительно установленной (в модуле «Наука») аппаратурой для измерения гамма-излучения неба.

## Инструменты
Одним из научных инструментов спутника был спектрометр рентгеновского диапазона энергий (2-50 кэВ), составленный из четырёх газовых (90 % ксенон, 10 % метан) пропорциональных счетчиков с пластиковым сцинтиллятором, используемым в качестве системы антисовпадения для счетчиков. Общая эффективная площадь спектрометра составляла около 270 см². Спектрометр помещался под коллиматор 32 угл.минуты х 18 градусов 
Гамма спектрометр на борту спутника Космос-208 был предназначен для регистрации гамма квантов с энергией более >50 МэВ. Инструмент представлял собой улучшенный вариант приборов, установленных на спутниках «Протон-1» и «Протон-2». На спутнике Космос-208 телескоп состоял из двух Черенковских счетчиков, излучательными объёмами в которых были плексигласс (верхний счетчик) и свинцовое стекло (нижний счетчик). Счетчики были помещены в оболочку из пластикового сцинтиллятора, служащего антисовпадательной защитой для основных детекторов. «Конвертерами гамма квантов» для черенковских счетчиков служили 4-х мм слой кристалла CsI(Tl) и 2-х мм слой свинца, установленные на передней стенке излучательного объёма верхнего детектора. Использование Черенковского счетчика вместо сцинтилляционного счетчика в качестве верхнего детектора позволило значительно улучшить селективную чувствительность к заряженным частицам.

## Основные результаты
Общее эффективное время работы гамма-телескопа, после фильтрации периодов нахождения спутника в радиационных поясах Земли, составило всего около 152 часов. Ввиду этого количество гамма-квантов космического происхождения, зарегистрированных инструментом, было невелико. Надежным результатом измерений гамма-телескопа на спутнике Космос-208 было получение верхних пределов на поверхностную яркость неба в диапазоне 50-1600 МэВ: <10−4 фот/(кв.см сек стер). Значения верхних пределов, полученные в эксперименте на спутнике Космос-208 согласуются с результатами измерений других приборов, в том числе с результатами года наблюдений американского спутника OSO-3, работавшего приблизительно в это же время.

## Другие научные эксперименты на спутниках серии Космос
- Космос-251
- Космос-264
- Космос-428
- Космос-461